# Kamenica nad Hronom
Kamenica nad Hronom este o comună slovacă, aflată în districtul Nové Zámky din regiunea Nitra. Localitatea se află la altitudinea de 116 m deasupra n.m., se întinde pe o suprafață de 18,71 km2 și în 2017 număra 1.342 de locuitori. Se învecinează cu comuna Strigoniu.

## Istoric
Localitatea Kamenica nad Hronom este atestată documentar din 1320.

## Demografie
| An:                | 1994 | 2004   | 2014   | 2024    |
| ------------------ | ---- | ------ | ------ | ------- |
| Număr de persoane: | 1321 | 1323   | 1396   | 1218    |
| Diferență:         |      | +0,15% | +5,51% | −12,75% |

| An:                | 2023 | 2024   |
| ------------------ | ---- | ------ |
| Număr de persoane: | 1233 | 1218   |
| Diferență:         |      | −1,21% |